# Ирин (Онтарио)
Ирин (енгл. Erin) је градић у Канади у покрајини Онтарио. Према резултатима пописа 2011. у граду је живело 10.770 становника.

## Становништво
Према резултатима пописа становништва из 2011. у граду је живело 10.770 становника, што је за 3,4% мање у односу на попис из 2006. када је регистровано 11.148 житеља.
| 2006.  | 2011.  |
| ------ | ------ |
| 11.148 | 10.770 |